# Léo Leroy
Léo Leroy (sinh ngày 14 tháng 2 năm 2000) là một cầu thủ bóng đá chuyên nghiệp người Pháp hiện đang thi đấu ở vị trí tiền vệ cho câu lạc bộ Basel tại Giải bóng đá vô địch quốc gia Thụy Sĩ.

## Sự nghiệp thi đấu
Leroy gia nhập lò đào tạo trẻ Rennes năm 8 tuổi, và dành phần lớn thời gian phát triển kỹ năng bóng đá của mình tại đây. Ngày 6 tháng 2 năm 2019, anh ký hợp đồng chuyên nghiệp đầu tiên với Châteauroux. Anh ra mắt chuyên nghiệp cho Châteauroux trong trận hòa 2–2 tại Ligue 2 trước Brest vào ngày 1 tháng 3 năm 2019.
Ngày 28 tháng 5 năm 2021, anh gia nhập Montpellier.

## Đời tư
Leroy là con của cựu cầu thủ bóng đá Pháp Jérôme Leroy.